# آرون شارما
آرون شارما (17 سبتمبر 1973 في الهند - ) هو لاعب كريكت هندي. لعب مع فريق الكريكيت للخدمات ‏.

## وصلات خارجية
- آرون شارما على موقع إي آس بي آن كريك إنفو (الإنجليزية)